# Anarmodia croceiproctis
Anarmodia croceiproctis là một loài bướm đêm trong họ Crambidae.